# Шюфтан, Эжен
О́йген Шю́фтан, также Эже́н Шюфта́н или Евгений Шюфтан,  (нем. Eugen Schüfftan, 21 июля 1893, Бреслау, тогда Германская империя — 6 сентября 1977, Нью-Йорк) — французский и американский кинооператор, выходец из Германии.

## Биография
Родился 21 июля 1893 года в Бреслау, Силезия. Окончил Художественную академию в Бреслау. Начинал в Берлине как художник-импрессионист, позднее — экспрессионист. В кино — с 1920-х годов, экспериментировал со спецэффектами, работал с Фрицем Лангом, Абелем Гансом и др. В 1923 году изобрел и запатентовал метод комбинированных съемок с использованием зеркал, получивший название метод Шюфтана. Впервые использованный в двухсерийном фильме Фрица Ланга «Нибелунги» (1922–1924), этот прием был доведен до совершенства в «Метрополисе» (1925–1926), особенно для сцены с Молохом, в пасти которого исчезают массы людей. Фриц Ланг хотел также встроить реальные съемки актёров в миниатюрный макет стадиона. Чтобы создать эту иллюзию Шюфтан использовал специально изготовленное изогнутое зеркало с частично прозрачным стеклом. Он установил стекло под углом 45 градусов между камерой и миниатюрными зданиями, а актеров разместил в нескольких метрах от него. Миниатюрные здания были показаны на отражающей части зеркала, а актёры сняты через его прозрачную часть. В качестве главного оператора впервые выступил в фильмах Роберта Сиодмака «Люди в воскресенье» и «Прощание» (оба 1930), сразу же принесших ему известность. 
В 1933 году после прихода к власти национал-социалистов эмигрировал через Австрию во Францию, где работал оператором на фильмах немецких режиссёров-эмигрантов. Особенно часто сотрудничал с Максом Офюльсом. Благодаря своему чувству экспрессивно-суггестивной светотени, особенно в черно-белых фильмах, а также искусному разрешению перспективных изображений оказал также влияние на фильмы Марселя Карне и Рене Клера.
После дальнейшей эмиграции в США в 1940 году больше не мог работать оператором из-за строгих правил профсоюза, но как «супервайзер» или «технический директор» оказал влияние на фильмы Дугласа Сирка, Эдгара Г. Ульмера и Роберта Сиодмака. В 1947 году получил американское гражданство. После войны часто возвращался в Европу, особенно во Францию, где работал, среди прочего, с Жоржем Франжю и Жан-Пьером Моки. Получил «Оскар» за операторскую работу в позднем фильме-нуар Роберта Россена, мелодраме «Мошенник» (1961). Как едва ли кому-либо другому из операторов его поколения, Шюфтану удалось стилистически объединить выразительные средства немецкого экспрессионизма 1920-х годов с поэтическим реализмом французского кино 1930-х годов и американским стилем нуар 1940-х годов.

## Избранная фильмография
- 1930 — Четверо бродяг
- 1932 — Атлантида
- 1933 — Голос без лица
- 1933 — Сверху вниз
- 1934 — Скандал
- 1934 — Кризис закончился
- 1936 — Нежный враг
- 1937 — Ёсивара
- 1937 — Странная драма
- 1938 — Набережная туманов
- 1943 — Это случилось завтра
- 1944 — Летний шторм
- 1950 — Стрелок на улицах города
- 1952 — Багряный занавес
- 1959 — Головой о стену
- 1960 — Глаза без лица
- 1961 — Something Wild
- 1961 — Мошенник
- 1963 — Капитан Синдбад
- 1964 — Лилит
- 1965 — Три комнаты на Манхэттене

## Премии
- 1961 – «Оскар» за лучшую операторскую работу в фильме «Мошенник»
- 1964 – Почётная премия немецкого кино
- 1975 – Приз Билли Битцера